# Pheidole aana
Pheidole aana är en myrart som beskrevs av Wilson och Taylor 1967. Pheidole aana ingår i släktet Pheidole och familjen myror. Inga underarter finns listade i Catalogue of Life.